# Hydraena williamsensis
Hydraena williamsensis är en skalbaggsart som beskrevs av Deane 1931. Hydraena williamsensis ingår i släktet Hydraena och familjen vattenbrynsbaggar. Inga underarter finns listade i Catalogue of Life.